# Балькончан
Балькончан (ісп. Balconchán) — муніципалітет в Іспанії, у складі автономної спільноти Арагон, у провінції Сарагоса. Населення — 12 осіб (2010).
Муніципалітет розташований на відстані близько 200 км на схід від Мадрида, 80 км на південний захід від Сарагоси.

## Демографія
Динаміка населення (INE ):